# Smart Коледа
„Smart Коледа“ български игрален филм (комедия, семеен, фентъзи) от 2018 година по сценарий и режисура на Мария Веселинова. Оператор е Георги Челебиев. Музиката е на Александър Костов и Георги Стрезов.

## Сюжет
На Бъдни Вечер 10-годишният Марти попада в работилницата на Дядо Коледа, където Елфите не смогват с графика и са напът да се провалят. Момчето успява да убеди Дядо Коледа да модернизират и оглавява Работилницата, измествайки стария ръководител Работливко. След доста усилия успява да научи Елфите да работят със смарт технологиите, обаче вместо да работят с тях, те се пристрастяват към Елфбука и игричките… 

## Актьорски състав
| Роля                   | Изпълнител          |
| ---------------------- | ------------------- |
| Марти                  | Константин Гергинов |
| Работливко             | Калин Врачански     |
| дядо Коледа            | Кръстю Лафазанов    |
| андроидът              | Орлин Павлов        |
| фитнес инструкторката  | Поли Генова         |
| Бързачко               | Константин Лунгов   |
| Мързеланчо             | Константин Икономов |
| Любопитка              | Радослава Неделчева |
| Сърдитко               | Станислав Пеев      |
| Глупчо                 | Николай Бранзалов   |
| Страхливко             | Живко Джуранов      |
| майката                | Стефания Колева     |
| бащата                 | Пенко Господинов    |
| Ели                    | София Георгиева     |
| фотографът             | Васил Димитров      |
| В ролите               |                     |
| Станислав Кондов       |                     |
| Венцислав Савиев       |                     |
| Кристина Топалова      |                     |
| Стефан Маринов         |                     |
| Иван Александър Дойчев |                     |
| Цветан Пейчев          |                     |
| Костадин Жеков         |                     |
| Димитър Димитров       |                     |
| Лъчезар Апостолов      |                     |
| Иван Шумаров           |                     |
| Йордан Неделчев        |                     |
| Лили Кирова            |                     |
| Воил Велев             |                     |
| Десислава Ранжекова    |                     |
| Катрин Креовска        |                     |
| Десислава Цветкова     |                     |
| Саша Кръстарска        |                     |
| Габриел Тачев          |                     |
| Каролина Хараламбиду   |                     |
| Цветелин Бранков       |                     |
| Венко Димитров         |                     |
| Михаела Занева         |                     |
| Ирена Дойчева          |                     |
| Петя Атанасова         |                     |
| Адриан Димитров        |                     |
| Александър Митев       |                     |
| Христо Петев           |                     |
| Огнян Ризов            |                     |
| Иван Калинов           |                     |
| Дамяна Димитрова       |                     |
| Любомир Йончев         |                     |
| Петър Топалов          |                     |
| Александър Ковачев     |                     |
| Симеон Панчев          |                     |
| Райчо Райчев           |                     |
| Александър Атанасов    |                     |
| Александрина Кирилова  |                     |

## Музика
Ангел Бешев – „Песен за почивката“.
Александър Костов, Георги Стрезов – „Батъл“ и „Песен за усмивката“.
„Песен хавайка“ – аранжимент: Александър Костов, Георги Стрезов; текст: Ива Николова, Хореограф: Боряна Иванова.